# Нью-Йорк, Нью-Йорк (фільм, 1977)
«Нью-Йорк, Нью-Йорк» (англ. New York, New York) — американська музична драма з елементами комедії Мартіна Скорсезе 1977 року.
Головна музична тема New York, New York згодом стала надзвичайно популярною у виконанні Френка Сінатри.

## Сюжет
Нью-Йорк, 1945 рік. Ветеран війни Джиммі на концерті джазового оркестру безуспішно намагається познайомитись з молодою дівчиною Франсін. Наступного ранку вони зустрічаються у фоє готелю, коли Джиммі намагався вчергове отримати відстрочки платежу за проживання. Отримавши відмову і рятуючись втечею, Джиммі сідає в таксі, прихопивши із собою Франсін. Під час розмови виявляється що Джиммі — чудовий саксофоніст. На черговому прослуховуванні Джиммі, коли той гаряче сперечається з власником клубу, Франсін у найгостріший момент починає співати джазовий стандарт «You Brought a New Kind of Love to Me». Джиммі підхоплює мелодію і дует отримує запрошення на роботу.

## У ролях
- Роберт де Ніро — Джиммі
- Лайза Міннеллі — Франсін
- Лайонел Стендер — Тоні
- Баррі Праймус — Пол
- Мері Кей Плейс — Бернайс Беннет
- Дік Міллер — власник клубу
- Кейсі Кейсем — "Нічна Пташка"
- Джек Гейлі — ведучий церемонії